# Coscinodon patersonii
Coscinodon patersonii là một loài Rêu trong họ Grimmiaceae. Loài này được Fergusson mô tả khoa học đầu tiên năm 1877.